# غوردون أشلي
غوردون أشلي (بالإنجليزية: Gordon Ashley)‏ هو سياسي أسترالي، ولد في 15 سبتمبر 1941. انتخب عضو الجمعية التشريعية فيكتوريا.